# Stephen Kovacevich
Stephen Kovacevich, również Stephen Bishop i Stephen Bishop-Kovacevich (ur. 17 października 1940 w San Pedro) – amerykański pianista klasyczny oraz dyrygent.

## Życiorys
Urodził się w San Pedro w Los Angeles. Jego ojciec był Chorwatem, a matka Amerykanką.
Naukę gry na fortepianie rozpoczął mając 8 lat u Leva Schorra. Jako pianista zadebiutował w wieku 11 lat. Mając lat 18 przeniósł się do Londynu, aby studiować na stypendium u Myry Hess i tam też zamieszkał. Aktualnie mieszka w Hampstead. W 1961 sensacyjnie zadebiutował w Europie grając w Wigmore Hall sonatę, którą skomponował Alban Berg, trzy preludia i fugi Bacha oraz Wariacje na temat Diabellego Beethovena. W 1964 grał z Jacqueline du Pré, z którą później pozostawał w związku. W 1967 Kovacevich zadebiutował w Nowym Jorku i od tego czasu wiele koncertuje w Europie, USA, na Bliskim Wschodzie, w Australii, Nowej Zelandii i Ameryce Południowej.
Jako solista i dyrygent najbardziej jest znany dzięki swoim interpretacjom repertuaru klasycznego, w tym Mozarta, Beethovena, Schuberta, Brahmsa i Bartóka. Jego międzynarodowa reputacja opiera się na koncertach słynących z przemyślenia i odtwórczej intensywności oraz na szeroko uznanych nagraniach.
Poza działalnością solową, Stephen Kovacevich posiada dobre kontakty z orkiestrami jako dyrygent i dyrygujący od fortepianu pianista. Prowadził w ten sposób London Mozart Players, Royal Liverpool Philharmonic oraz Vancouver Symphony Orchestra. Do jego partnerów w zakresie kameralistyki należą Jacqueline du Pré, Martha Argerich, Steven Isserlis, Nigel Kennedy, Lynn Harrell, Sarah Chang, Gautier Capuçon, Renaud Capuçon oraz Emmanuel Pahud.
Prywatnie od lat 70. XX wieku był trzecim partnerem Marthy Argerich (nie pobrali się), z którą miał córkę Stéphanie (ur. 1975).

## Dyskografia

### Philips
- Bartók: Les 3 concertos pour piano / London Symphony Orchestra (1&3), BBC Symphony Orchestra, dyr. Sir Colin Davis (1968, 1975)
- Beethoven: Les Variations Diabelli (1968)
- Grieg; Schumann: Les concertos pour piano, BBC Symphony Orchestra, dyr. Sir Colin Davis (1971)
- Beethoven: Les 5 concertos pour piano / BBC Symphony Orchestra (1à4), London Symphony Orchestra(5), dyr. Sir Colin Davis (1968 à 1975)
- Mozart: Concertos pour piano n°21 & 25, London Symphony Orchestra, dyr. Sir Colin Davis (1973)
- Mozart: Concertos pour piano n°20 & 23, London Symphony Orchestra, dyr. Sir Colin Davis (1978)
- Brahms: Les 2 concertos pour piano / London Symphony Orchestra, dyr. Sir Colin Davis (1979)
- Bartók: Sonate pour 2 pianos et percussions; Martha Argerich (1982)
- Debussy: En blanc et noir; Martha Argerich (1977)
- Grands pianistes du XXè siècle, Vol I (Beethoven)
- Grands pianistes du XXè siècle, Vol II (R. Rodney Benett, Bartok, Brahms, Chopin, Stravinsky)

### EMI
- Beethoven: Intégrale des 32 sonates pour piano, bagatelles op.119 & op.126 (2003)
- Beethoven: Sonates piano violoncelle n°3 op.69 & n°5 op.102; Jacqueline du Pré, violoncelle (1966)
- Brahms: Concerto n°1, Lieder op.91, Ann Murray mezzo-soprano, London Philarmonic, dir. Wolfgang Sawallisch (1992)
- Brahms: Sonates piano violoncelle n° 1 op.38, n°2 op.99; 34 variations et fugue sur un thème de Haendel op.24; Lynn Harrell, violoncelle (1997)
- Britten: Sonates piano violoncelle op.65; Jacqueline du Pré, violoncelle (1965)
- Chopin, Ravel: Valses pour piano; Valses Nobles et sentimentales (2006)
- Debussy, Ravel, Prokofiev: Pièces pour flûte et piano; Emmanuel Pahud, flûte (2000)
- Schubert: Sonate D960, 6 Moments musicaux D780 (1995)